# Atjeh Tram
De Atjeh Tram (AT), na 1916 Atjeh Staats Spoorwegen (ASS), was de naam voor een vanaf 1874 door de genie aangelegde enkelsporige militaire spoorweg tussen de posten van de geconcentreerde linie in Groot-Atjeh op Sumatra in Nederlands-Indië.

## Overzicht
Na 1897 werd de oorspronkelijke als ceintuurbaan aangelegde route stapsgewijs ontmanteld en kwam er een trambaan tot stand tussen de havenplaats Oleh Leh in Groot-Atjeh en de havenplaats Pangkalan Soesoe aan de Aroebaai te Beneden-Langkat aan de oostkust van Sumatra. In 1917 was het hele traject voltooid.
De aanleg van de spoorbaan langs de noord- en oostkust van Atjeh geschiedde onder regie van de genie van het Koninklijk Nederlandsch-Indisch Leger, hiervoor werden Chinese koelies gebruikt, soms aangevuld met dwangarbeid door bewoners uit de buurt. Zodra een gedeelte van het baanvak gereed was werd het werkvolk per trein naar de bouwplaats gebracht. De infanterie en het Korps Marechaussee boden bescherming aan zowel de wegwerkers als het gerealiseerde baanvak. Vooral in de turbulente periode tussen 1897 en 1908 bleek de Atjeh Tram een zeer waardevol instrument bij het onder Nederlands gezag brengen van Atjeh. Veelvuldig werden de vliegende colonnes van het Korps Marechaussee in deze periode per tram snel naar een actiegebied gebracht waardoor het verrassingseffect groot was.
Grote delen van de trambaan werden tot ver in de tweede helft van de twintigste eeuw gebruikt. De lijn raakte echter mede door een jarenlange strijd van de afscheidingsbeweging tegen de Indonesische overheid in verval.
In 2005 deed een delegatie van de Franse Spoorwegen (SNCF) op verzoek van de Indonesische Spoorwegen een haalbaarheidsstudie naar de mogelijkheid om de lijn te herstellen. Het onderzoek naar het tracé en de kunstwerken werd gedocumenteerd in een film met de naam 'Travelogues of Sumatra'. De conclusie van het uitgebrachte rapport was dat de spoorlijn weliswaar ernstig in verval was geraakt, maar dat herstel mogelijk was. Een aanbeveling was om de spoorwijdte te vergroten naar 1435 mm, zodat de snelheid van de treinen met 50% omhoog zou kunnen. De beslissing om de spoorlijn te herstellen lag sindsdien bij de Indonesische overheid. Inmiddels is het goedgekeurd en heraanleg met normaalspoor begonnen. Het was de bedoeling om in 2021/22 het hele netwerk weer in gebruik te nemen, maar in 2023 was de aanleg nog niet volledig voltooid. Het zou zelfs nog groter zijn dan vroeger, namelijk ongeveer 600 km. In 2023 is het eerste deel geopend.

## Atjeh Spoor, 1874-1882
Tussen de kust en Kota Radja lag een strook land van ca. 5 km breed, vooral bestaande uit moerassen en blubber. Hier was de artillerie al keer op keer weggezakt gedurende de Atjeh expeditie, reden genoeg voor een spoorbaan tussen de haven te Oleh Leh en Kota Radja.
Op 26 juni 1874 kondigde Gouverneur-Generaal Loudon een plan goed die een spoorlijn behelsde met een spoorwijdte van 1067 mm. Bij Oleh Leh zou tevens een spoorwegsteiger in zee worden gebouwd (zie onderstaande afbeelding). Tussen de grotere op de rede van Oleh Leh liggende schepen en deze steiger konden dan ladingen met behulp van zeilprauwen worden overgebracht. Onder leiding van de Genie van het KNIL werd gestart met de aanleg van een tram tussen Oleh Leh en Kota Radja. Het benodigde ijzer voor de steiger kwam uit Singapore, het hout voor de dwarsliggers uit Malakka. De rails en het rollend materieel werden in Engeland besteld door tussenkomst van de Nederlandse Consul-Generaal te Singapore.
Op 5 mei 1875 kwam de hele bestelling aan uit Engeland. Wegens gebrek aan koelies was het lijntje pas in september 1876 gereed. De baan lag op een lage spoordijk en liep door vlak terrein, de steiger en de bruggen werden gebouwd op schroefpalen. Seinen waren niet aanwezig. Om in de kraton (het toenmalige hoofdkwartier) te kunnen komen werd het spoor door een coupure in de verdedigingswal van de kraton gelegd die met afsluitbare hekken afgesloten kon worden (zie onderstaande foto). Blijkens de koloniale verslagen heeft het lijntje de eerste jaren zeer goed voldaan en dat zonder de Atjeh Tram de bouw van de versterking te Kota Radja niet mogelijk was geweest.

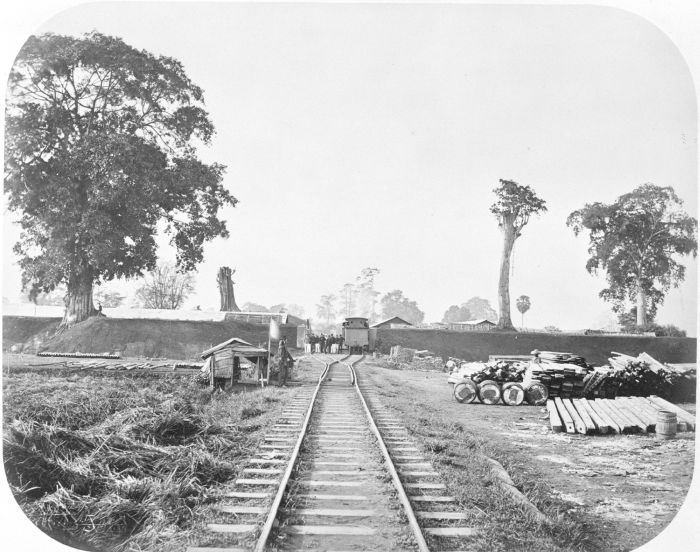
De spoorweg bij de ingang van de kraton van de Sultan van Atjeh.
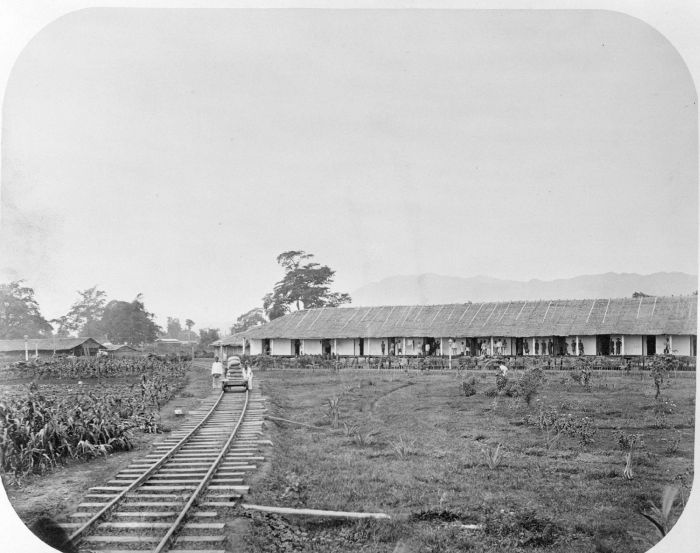
De koelieloods van de leveranciers de Lange & Co. in Kota Radja.
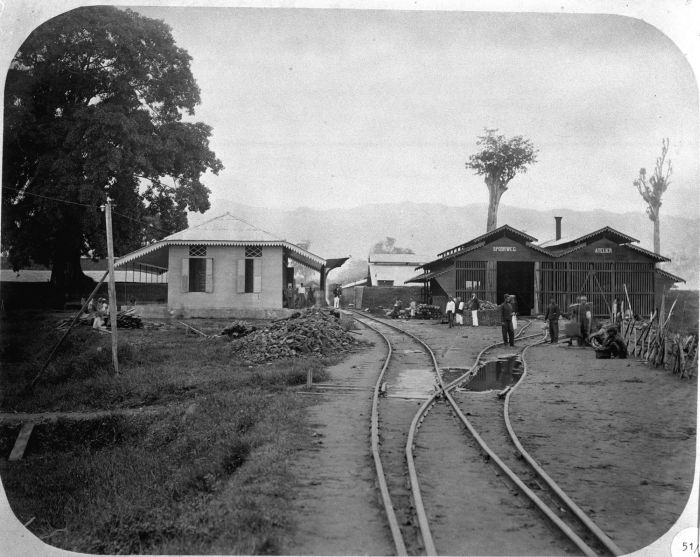
Het stationsemplacement in het noordwesten van de Kraton.
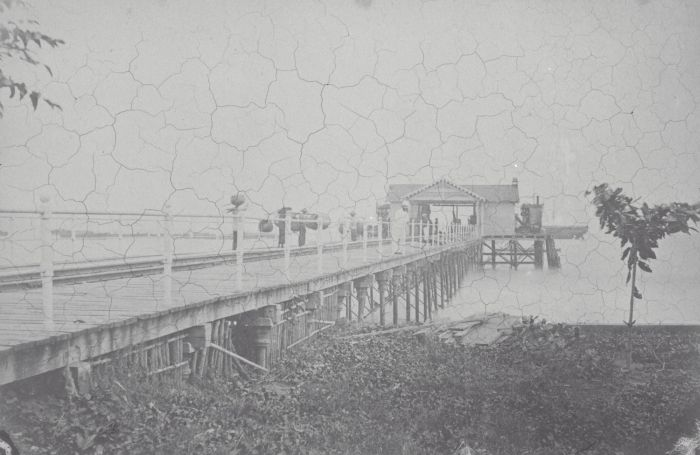
Aanlegsteiger van de werf Oleh Leh.
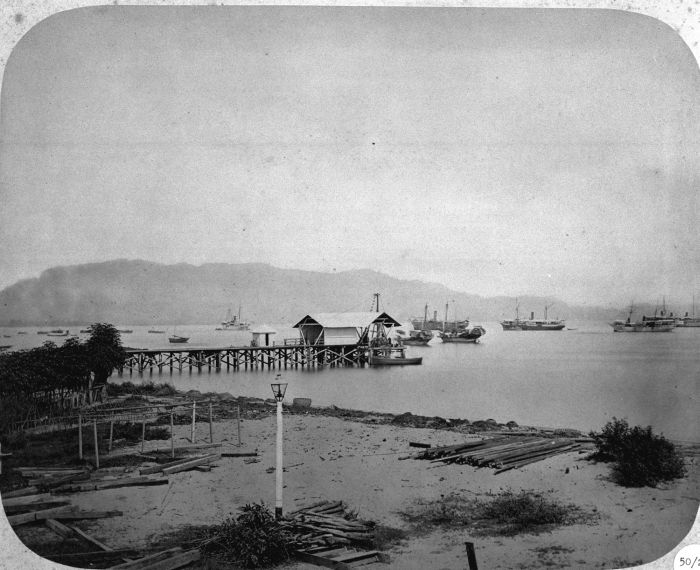
De reede van Oleh Leh, ca. 1880.
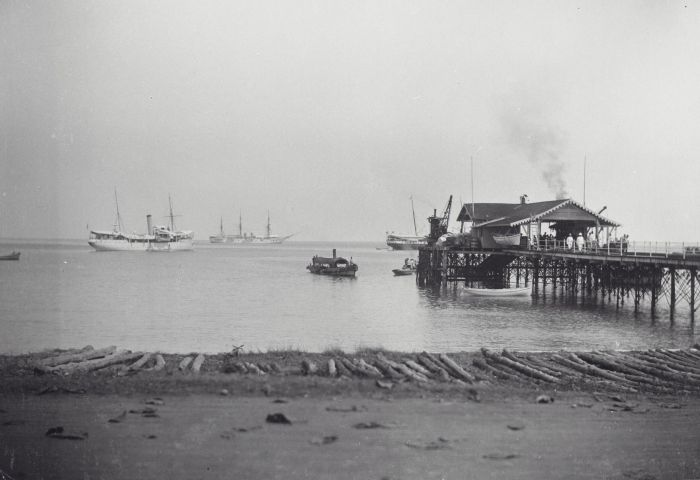
Schepen bij de steiger van Oleh Leh.
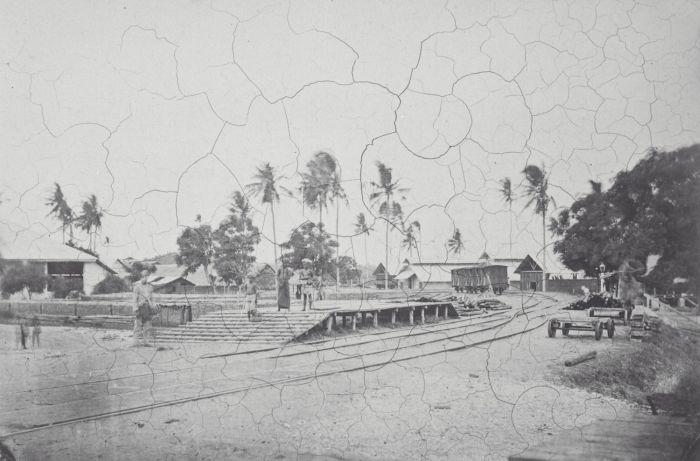
Werf Oleh Leh.

Dienst der Burgerlijke Openbare Werken

## Atjeh Tram, 1882-1896
Als gevolg van de invoering van het Civiel bestuur in Atjeh ging op 1 januari 1882 de Atjeh Tram van de Genie over naar de Gouvernementele Dienst der Burgerlijke Openbare Werken (BOW) en was hiermee feitelijk een openbaar vervoermiddel geworden. De exploitatie liet het BOW uitvoeren door de Staats Spoorwegen (SS). Om de versterkingen van het Indische leger die onderdeel uitmaakten van de geconcentreerde linie met elkaar te verbinden werd besloten tot de aanleg van een ceintuurbaan langs 16 verschillende posten van de linie. Deze 'bentengs' lagen in een cirkel met Kota Radja als middelpunt. De benodigde trajecten werden conform het onderstaande overzicht opengesteld:
- 1884: Straallijn Kota Radja – Ketapang Doea
- 1 augustus 1884: Straallijn Kota Radja – Lam Baroe
- 1885 :Straallijn Kota Radja – Lam Joeng (via Demmenibrug, met zijlijn naar Pakan Kroeng Tjoet)
- 1885: Ketapan Doea – Lam Djamee (via Belang)
- 1885: Ketapan Doea – Lam Reng (via Lamara en Lam Peroet)
- juni 1886: Lam Baroe – Lam Joeng (via Lam Permai, Tjot Iri, Roempit en Boekit Kareng)
- 1885-1889: Lam Baroe – Lam Reng (heropend 1 maart 1891)
- februari 1890: Lam Tehoe – Lam Reng

Op 8 juni 1884 werd de bestaande spoorlijn tussen Kota Radja en Olehleh om militair strategische redenen versmald van 1067 mm naar 750 mm. De drie locomotieven (2x Fox Walkers, 1x Hohenzollern) waren hierdoor ongeschikt en werden vervolgens verscheept naar Java om daar dienst te doen bij de Staats Spoorwegen. Nog in 1885 werd deze ruim 16 km lange lijn voor het publieke verkeer opengesteld. In verband met de aanpassing van het spoor werd in 1883 materieel besteld voor de spoorwijdte van 750 mm. Het betrof 5 (vijf) 1B-tenderlocomotieven van het Duitse Hanomag, 15 drieassige rijtuigen en 35 goederenwagons van 4 ton laadvermogen, die alle nog in 1884 in dienst konden worden gesteld. Ook de werkplaatsen in Kota Radja werden in 1884 aanzienlijk uitgebreid. Nadat tot de diverse uitbreidingen van het netwerk was besloten werd het materieelpark verder uitgebreid. Zo leverde Hanomag in 1885 nog een locomotief van hetzelfde 1B-type.
In de latere jaren zijn door Hanomag nog vier van deze 1B-locomotieven gebouwd voor Atjeh. Over deze 1B-locomotieven was men bij de Atjeh Tram zeer tevreden. In juni 1886 werd een derde zogenaamde straallijn in gebruik genomen, namelijk van Kota Radja naar Lam Njong met een zijlijn van Tongah naar Peukan Kroeeng Tjoet en naar het hospitaal te Pante Pirah. Op 18 juli 1886 werd er een nieuwe schroefpaalbrug, genaamd Demmenibrug, over de Atjehrivier geopend en daarmee ook de lijn Kota Radja – Lam Joeng. De brug was vernoemd naar de Gouverneur van Atjeh Henry Demmeni die in augustus 1884 deze functie op zich nam. In 1886 was de aanleg van de ceintuurbaan voltooid en het Atjeh tramnet besloeg toen zo'n 40 km. De ceintuurbaan werd gebruikt voor militair vervoer, colonnes met draagpaarden, karretjes of geschut door inheemse paarden getrokken. Ook werd de tram veelvuldig door de lokale bevolking als openbaar vervoermiddel gebruikt. Op 1 maart 1891 (of 1890) ging de civiele tram weer over van de Staats Spoorwegen naar een militaire bestuur. In 1892 werd door de Genie een lijkwagen met nummer E1 gebouwd voor het transport tussen het Militair Hospitaal te Panteh Perah en de militaire begraafplaats Peutjoet, die in 1897 ook een aansluiting had gekregen op het spoorwegnet. De militairen hadden het nummer E1 de bijnaam Een Enkele Reis gegeven.
De Atjeh Tram, die de posten van de geconcentreerde linie moest bevoorraden, was een geliefd doelwit voor aanslagen. Om dergelijke aanslagen te voorkomen mocht de lokale bevolking niet op of bij de baan komen. Op 28 januari 1889 werd door inlandse strijders met granaatmijn de spoorbrug tussen het blokhuis Lam Ara en Lam Peneroet opgeblazen, terwijl het houten bruggenhoofd in brand werd gestoken. Slechts onder dekking van twee bataljons infanterie was het mogelijk om de brug te herstellen. In oktober 1889 werd besloten tot de opheffing van een gedeelte van de lijn Lam Reueng naar Lam Baroe, ten gevolge van herhaalde beschadigingen door Atjehse strijders. Toen aan de vernielingen een einde was gekomen werd het eerder opgeheven gedeelte weer geopend.

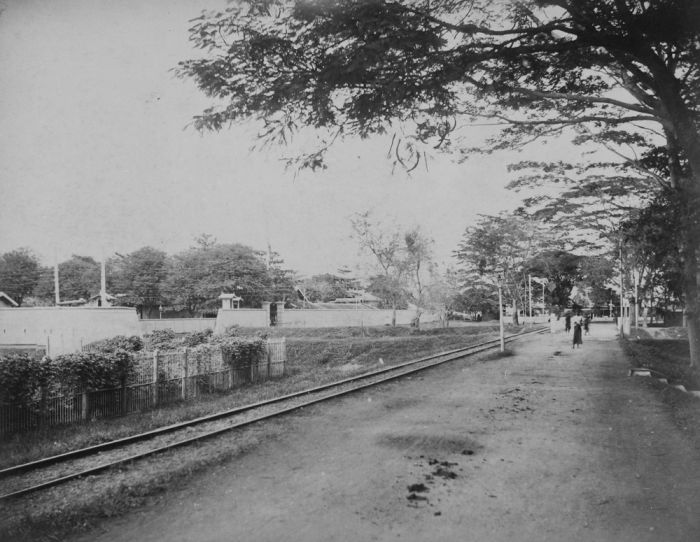
Trambaan langs de kraton.
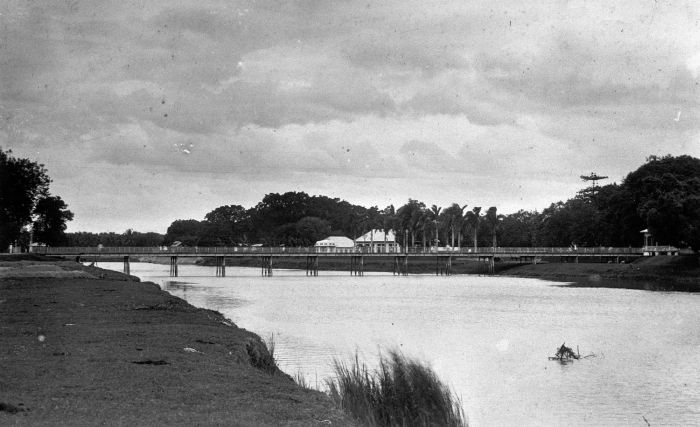
De Demmenibrug met een 750 mm spoor over de Atjehrivier, geopend op 18 juli 1886.
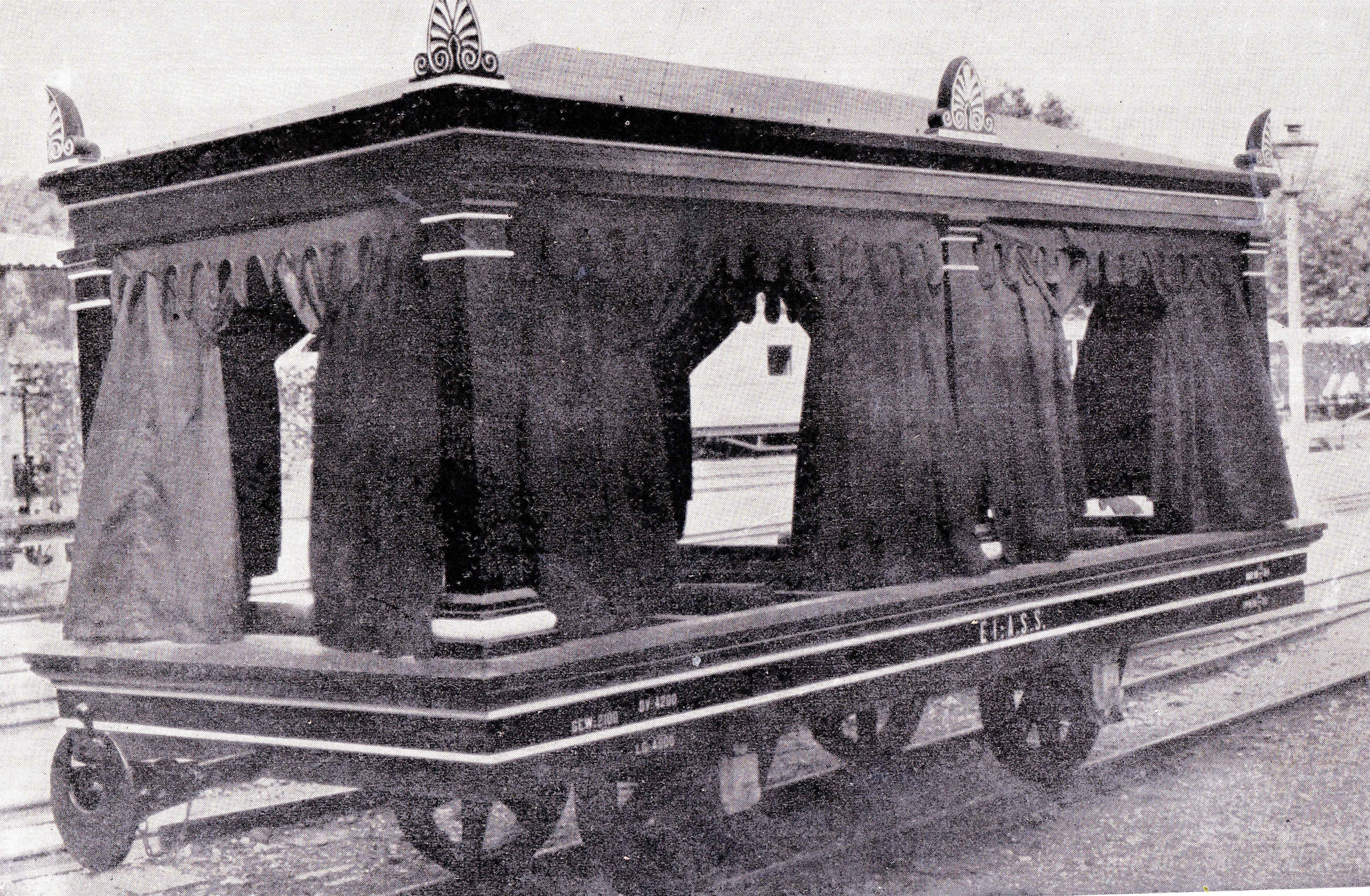
Lijkwagen van de Atjeh-tram.

## Ontmanteling van de geconcentreerde linie, 1897-1903
Het verraad van Teukoe Oemar in 1896 was aanleiding om de defensieve strategie in Atjeh definitief te wijzigen in een offensieve. Buiten de geconcentreerde linie werden in de Atjehvallei verschillende patrouillekampementen opgericht die op het tramnet aangesloen moesten worden. De geconcentreerde linie verloor langzaamaan haar functie als verdedigingsring en veel posten en trambaanvakken werden in de periode 1897-1903 ontmanteld. De rails en dwarsliggers werden hergebruikt voor de nieuw aan te leggen baanvakken elders in Atjeh. Slechts enkele lijntjes bleven bestaan, waaronder de hoofdlijn Oleh Leh (km 0) – Lam Baroe (km 12) en de korte zijlijntjes naar de militaire begraafplaats Peutjoet en het militaire ziekenhuis Panteh Perah te Kota Radja. Midden 1901 werd de militaire post te Lam Baroe opgeheven. Later zou Lho Nga aan de westkust te Groot-Atjeh worden opgenomen in het tramnet.

## Baanvak Lam Baroe (km 12) – Gle Kambing (km 27), aangelegd 1897
Begin 1897 was de kapitein der Genie A. Schadee buiten Lam Baroe (km 12), in het gebied ten zuidwesten van Samahani, werkzaam met het opnemen van een traject voor de trambaan naar Gle Kambing, tegenover de plaats Indrapoeri aan de andere zijde van de Atjehrivier. In het terrein, waar deze landmetingen plaatsvonden, werden de dekkingstroepen herhaaldelijk beschoten door kleine bendes die hun toevlucht zochten in het gebergte. Veelvuldig werd uitgerukt om deze bendes op te sporen. Toen in 1897 de vereiste verhoging voor de aanleg van een trambaan naar Indrapoeri van de Nederlandse Indische begroting was goedgekeurd, werd nog in juni 1897 gestart met de aanleg van een lijn Lam Baroe (km 12) – Gle Kambing (km 27). Op 15 november 1897 werd deze 15 km lange lijn voor het publiek geopend. Langs deze route lag ook de post Samahani (km 21) die al in augustus 1896 was bezet.

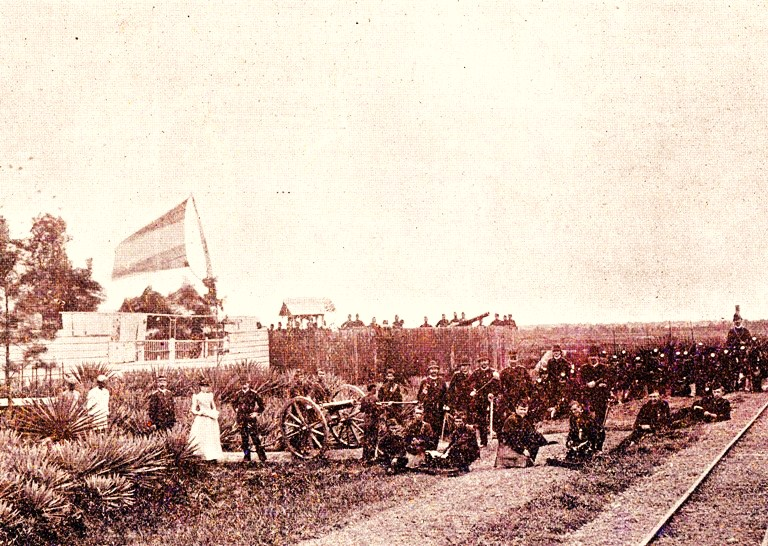
Het spoor langs de benteng te Lam Baroe (km 12).
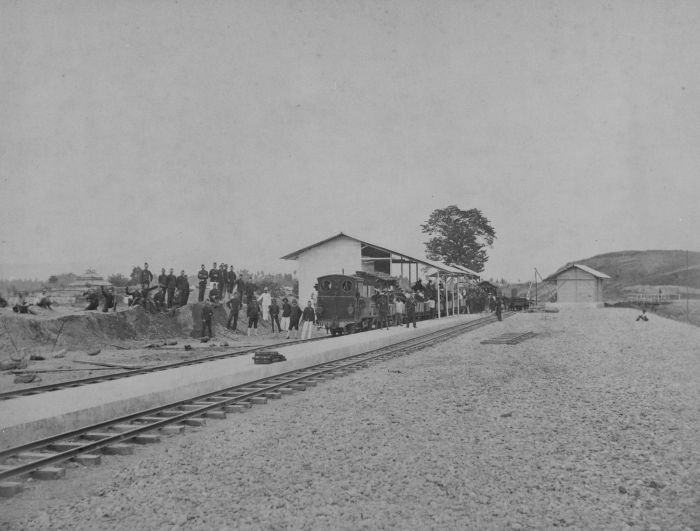
Militairen bij een trein langs het perron van het spoorwegstation in Indrapoeri.

## Baanvak Gle Kambing(km 27) – Seulimeum (km 45), aangelegd 1898

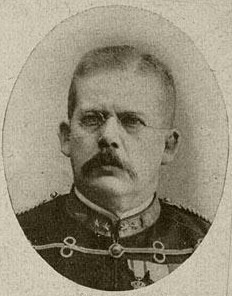
J.G. Kerlen, hoofdofficier der Genie te Atjeh.

In januari 1898 werd een begin gemaakt met het doortrekken van de Atjeh-Tram van Gle Kambing (km 27) naar Seulimeum (km 45), ongeveer 18 km welke lijn op 1 november 1898 voor het verkeer werd opengesteld. De Kapitein der Genie Tielenius-Kruythoff werd belast met het bepalen van het tracé tussen Gle Kambing (km 27) en Seulimeum (km 45). Het was een traject met veel grondverzet, forse overbruggingen en een helling van 1,5%. De 1B-tenderlocomotieven bleken hiervoor te licht, zodat hiervoor de sterkere C-tenderlocomotieven hun intrede deden. De hoofdofficier der Genie Kerlen maakte hiervan het volgende verslag;
Het tracé van de lijn Gleh – Kambing – Selimoen was niet zo eenvoudig als dat van de tot nu toe aangelegde baanvakken en de aanleg er van vorderde naar de zin van de heren v. Vliet en Beeger niet vlug genoeg; meer dan mij lief was werd ik uitgenodigd hen te vergezellen op hun inspecties van de nieuwe lijn. Op een goede dag rustten wij na een dergelijke inspectie te Indrapoeri uit en vroeg v. Vliet aan Beeger of deze tevreden was, waarop B. ontkennend antwoordde. Ik bracht te berde dat mijn brave aannemer Lie A Sie met het grondverzet reeds verscheidene kilometers verder was hetgeen de heren niet gezien hadden; zij bleven echter bij hun opinie en ik liet hen in hun pessimistische waan. Het werk vorderde dank ook de goede leiding van mijn onderhebbende officieren, vooral kapitein de Vos zodanig, dat ik mijn wapenchef na een paar maanden telegrafisch kon berichten dat de eerste werktrein Semiloen (= Seulimeum) bereikt had. Vreemd zal de kolonel v. Vliet hebben opgekeken, toen naar aanleiding daarvan de telegrafische opdracht kreeg mij de tevredenheid van de Legercommandant te betuigen voor de gemaakte spoed bij de aanleg van het bewuste baangedeelte.

## Baanvak Segli (km 93) – Keude Breueh, aangelegd 1898-1899
Het 2e Bataljon Infanterie werd op 28 juni 1898 opgedragen te marcheren vanuit Segli naar Padang Tidji (km 80) ter begeleiding van de hoofdofficier der Genie Marcella en de hoofd ingenieur der Staats Spoorwegen Wijss die het heuvelterrein ten westen van Keude Breueh zouden verkennen in verband met het doortrekken van de trambaan van Seulimeum naar Padang Tidji. De tocht duurde van 28 t/m 29 juni 1898 (gedurende de Pidir-expeditie) waarbij onverwacht veel tegenstand werd ondervonden. De dekkingstroepen ten behoeve van de opname uit Grong-Grong (km 86) nam op 6 oktober 1898 een heuvelstelling op de linkeroever der Peuet Plohpeuet, tussen Geude Breueh en Meunasa Agoe. Alle daarin aanwezige hutten werden verbrand. De vijand vluchtte de bergen in met onbekende verliezen. Aan Nederlandse zijde raakten gewond de Europees fuseliers Leeflang (45811/1527) en van Bommel (47902). Met de bouw van een ijzeren brug over de Kroeëng Oetoes werd begin oktober 1898 begonnen. Op 13 oktober 1898 werd de dekking der wegwerkers van Gle Gampoei bij de terugmars ter hoogte van Keumale Raja beschoten waardoor de Europees geniesoldaat der 1e Klasse Heymans (43120) gewond werd. Sinds die dag bivakkeerden 2 compagnieën van het 3e Bataljon Infanterie in Boesoeë Teukoe Sharif met de opdracht om de gesignaleerde bende onder Teukoe Habib Hoesin en Tengkoe Hadji Brahim Lho Radjoe op te sporen. Alleen de majoor der Genie E. Marcella met zijn Genietroepen van Java moesten met een 700-tal dwangarbeiders na terugkeer van de overige Java troepen op 25 oktober 1898 langer blijven om in afwachting van het besluit door de Tweede Kamer in Nederland tot aanleg van de stoomtram Segli – Padang Tidji, reeds het traject voor de trambaan zover mogelijk af te werken. De majoor der Genie E. Marcella zou later worden benoemd tot Officier in de Orde van Oranje Nassau voor krijgsverrichtingen in Noord en Oost-Atjeh gedurende het tijdvak 1 juni-25 oktober 1898. Nadat in 1899 de tramlijn Segli – Keude Breueh (lengte 18 km) was opengesteld, werd door de gouverneur van Atjeh aan de regering te Buitenzorg aangetoond, dat een tramverbinding langs de Noord- en Oostkust van Segli tot Tamiang zeer gewenst was, teneinde voldoende personeel en materieel aan te kunnen voeren voor de pacificatie van deze streek. In november 1900 reed tussen Segli en Padang Tidji onder militaire begeleiding twee keer per dag een tram, een maal heen en een maal terug.

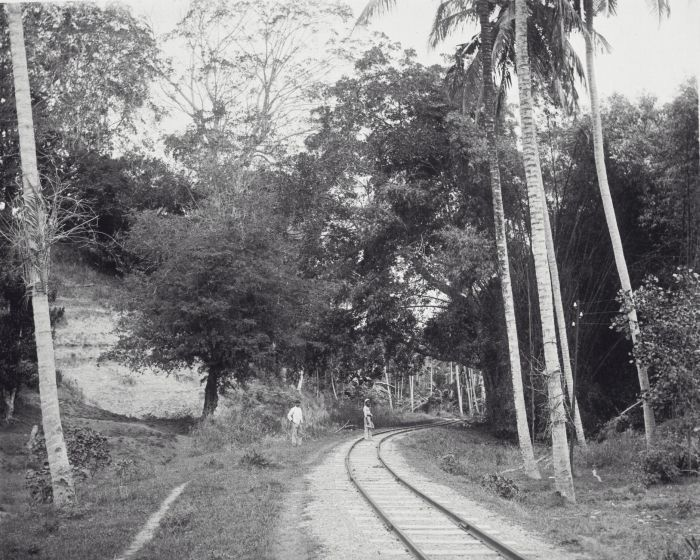
De Atjeh-tramlijn nabij Padang Tidji, km 79.
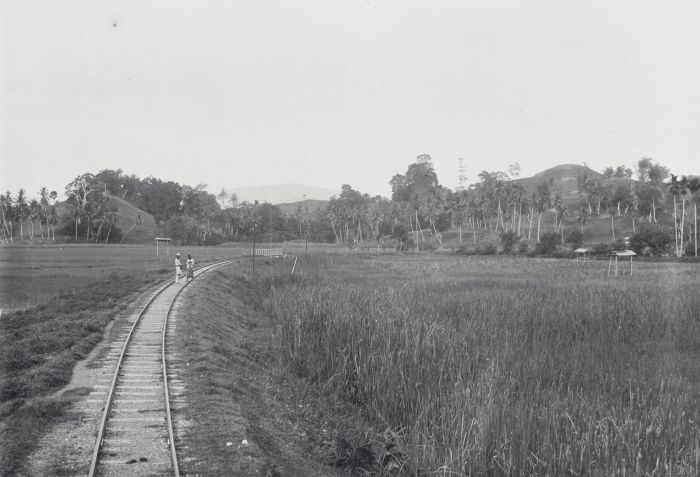
De Atjeh-tramlijn door de Pidie-streek nabij Padang Tidji, km 79.

## Baanvak Segli (km 93) – Lho Seumaweh (km 251), aangelegd 1900-1904
Bij de begroting van 1900 werden gelden toegestaan voor de aanleg van de lijn Segli (km 93) – Lho Seumaweh (km 251). In verband met de aanleg van de trambaan verbleven rond november 1900 de kapitein der Genie JCH Fischer en de 1e luitenant der Genie Caspersz te Segli (km 93). Omdat landmetingen van het baanvak in het landschap Samalangan door de politieke toestand nog niet mogelijk was, werd de aanleg van het traject vanuit beide richtingen (Segli en Lho Seumaweh) ondernomen. Gedurende de aanleg van het traject vond namelijk o.l.v. van van Heutsz de 3e Expeditie naar Samalangan plaats in de periode 29 januari 1901-15 februari 1901.
Tijdens de aanleg en na het gereedkomen van het baanvak waren er langs de hele lijn (tijdelijke en permanente) bivakken ingericht voor de beveiliging en de patrouillegang van dit beruchte baanvak. In 1906 waren de volgende troepen er als volgt langs het baanvak gelegerd:
- Segli (km 93): 1 compagnie van het 14e bataljon infanterie en 3 brigades van de 3e divisie van het Korps Marechaussee;
- Beureuoen (km 106): door de troepenmacht uit Segli;
- Lam Meulo (eindpunt van het zijlijntje vanaf Beureuoen): een Cie 14e bataljon infanterie;
- Loeëng Poetoe (km 117): De 3e Cie 14e bataljon infanterie;
- Meureudoe (km 139): 1 compagnie van het 14e bataljon infanterie;
- Samalangan (km 154): 2 groepen van het 1e Garnizoensbataljon van Atjeh en Onderhorigheden;
- Bireuën (km 194): 1 groep van het 1e Garnizoensbataljon van Atjeh en Onderhorigheden;
- Aloee Goelé :1 groep van het 1e Garnizoensbataljon van Atjeh en Onderhorigheden;
- Geurengo (km 216) : 6 brigades van de 5e divisie van het Korps Marechaussee in het bivak te Leubo, op 2 km afstand van Geurengo;
- Teupin Blang Mané (km 220): 1 groep van het 1e Garnizoensbataljon van Atjeh en Onderhorigheden;
- Lho Seumaweh (km 251): 4 groepen van het 1e Garnizoensbataljon van Atjeh, 6 brigades van de 5e divisie Korps Marechaussee in de omgeving van Lho Seumaweh en 4 groepen van het 1e Garnizoensbataljon in bivaks in de omgeving.

Het 12e bataljon infanterie dat gelegerd was te Lho Seumawe en omgeving verliet in 1906 Atjeh in verband met de gunstige politieke situatie. Kort hierop laaide het verzet echter weer in alle hevigheid op. De plannenmakers waren iets te optimistisch geweest. De tramlijn werd ook regelmatig gebruikt voor het vervoer van vliegende colonnes van het Korps Marechaussee.

### Werkzaamheden vanuit Segli richting Lho Seumaweh
Met ingang van 1 januari 1902 werden de spoorbivaks te Teupin Raja (km 115) en Panteh Radja (km 126) opgeheven. Meureu (km 139) werd bezet door een Cie van het 14e Bataljon Infanterie en de voor de registratie der bevolking gedetacheerde 4 brigades van het Korps Marechaussee van de Divisie der XXVI Moekims keerde naar Groot-Atjeh terug. De compagnie van het 12e Bataljon Infanterie die gedurende de tramaanleg Meureudoe (km 139) bezet had ging over naar Peudada (km 180, Samalangan) ter beveiliging van de aanleg van de trambaan door Samalangan naar Peusangan. In verband met de gewijzigde bezetting van Meureudoe (km 139) en aansluiting van dit landschap aan de tram door Pidie, waardoor het in dagelijkse verbinding is gekomen met Segli (km 93), werd het dagelijks bestuur over Meureudoe (km 139) tijdelijk opgedragen aan de hoofdofficier belast met het bestuur in Pidie. In november 1901 was het traject tussen Segli (km 93) en Beureuoen (km 106) nog niet gereed, van Beureuoen (km 106) werd echter ook gewerkt in de richting van Segli (km 93) en Teupin Raja (km 115) dat ten oosten van Beureuoen (km 106) lag. Op 20 november 1901 werd het baanvak Sigli (km 93) – Meureudoe (km 139) officieel geopend. De tramaanleg was in december 1901 inmiddels gevorderd tot over de grens met Samalangan, aan de spoorbrug over de Kroeëng Olem werd nog gewerkt. De spoorbrug over de Kroeëng Samalangan was eind februari 1902 zo goed als gereed terwijl de werktreinen al liepen van Meureudoe (km 139) tot Keudé Djanka Boeja (km 148). Kort na de opening van het station werd op 15 december 1902 de stationschef van Meureudoe (km 139) aangevallen door een Atjeher en lichtgewond. De dader werd neergelegd. Vanaf deze datum werd het traject Gloempang Minjeu (km 111) – Meureudoe (km 139) tegen betaling in exploitatie gebracht en waren ook hier de inkomsten bevredigend. Al dadelijk bleek de noodzaak tot aanpassing van het tarief voor vrachtgoederen en bagage.

#### Foto's omgeving Segli, km 93

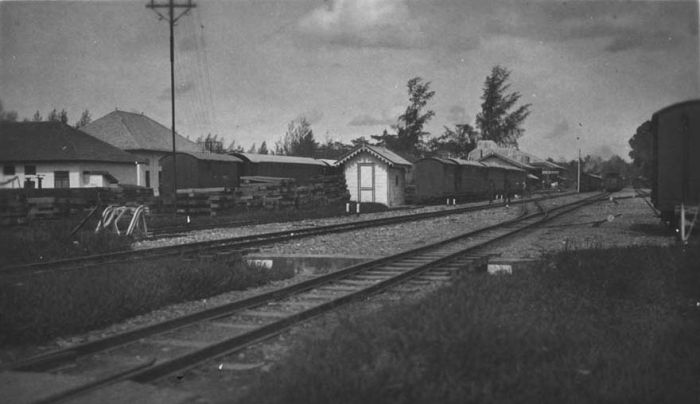
Spoorwegstation van de Atjeh Tram.
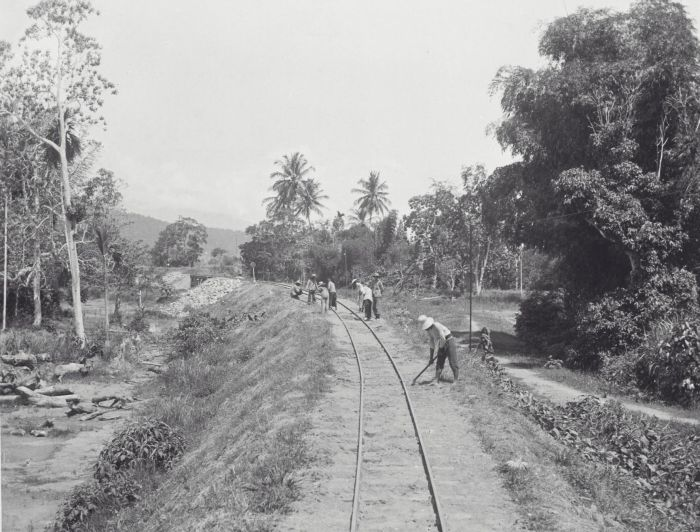
De Atjeh Tram.
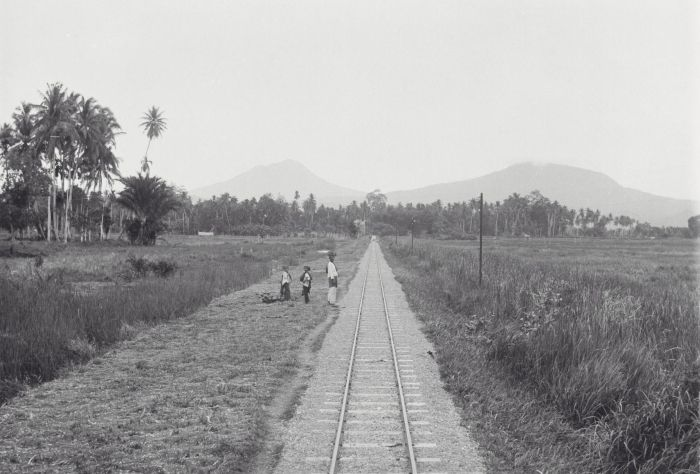
De Atjeh-tramlijn door de Pidie-streek met Wees- en Goudberg op de achtergrond.
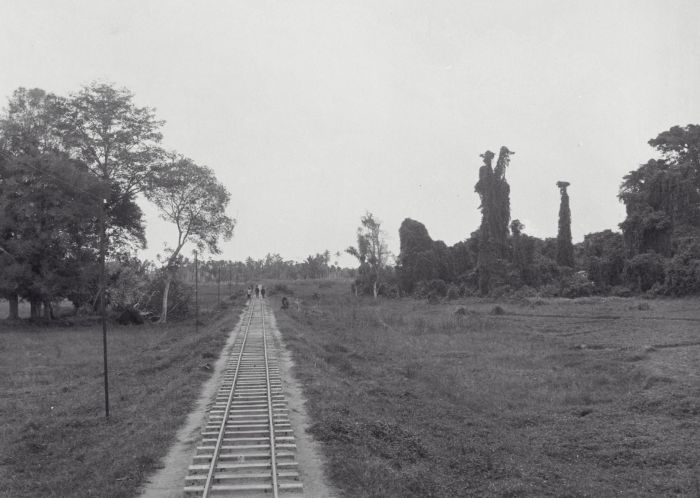
Heilig graf langs de Atjeh-tramlijn.
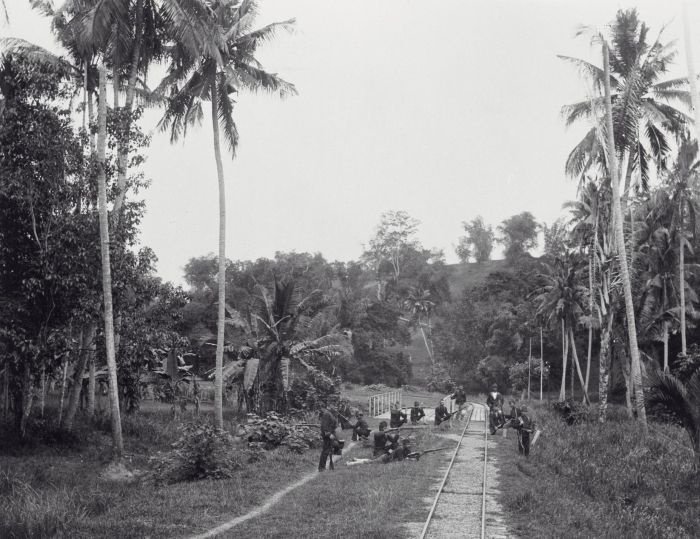
Militairen bij de tramlijn in de Pedir-streek.

#### Foto's omgeving Pante Raja, km 126

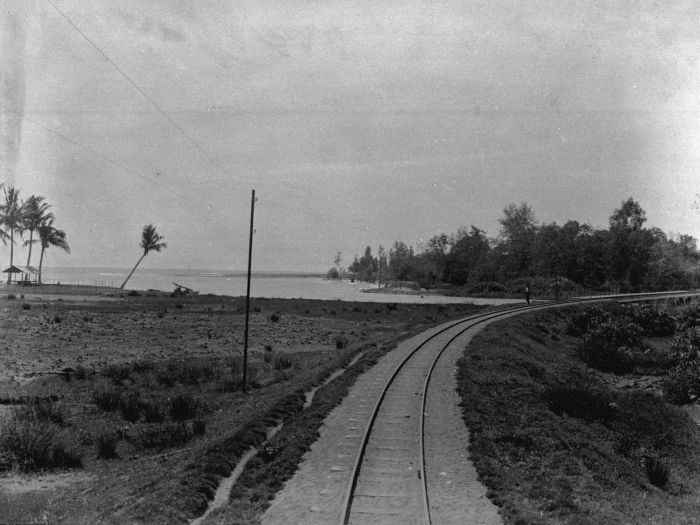
Gezicht op de kust vanaf de spoorweg bij Pante Raja, km 126.
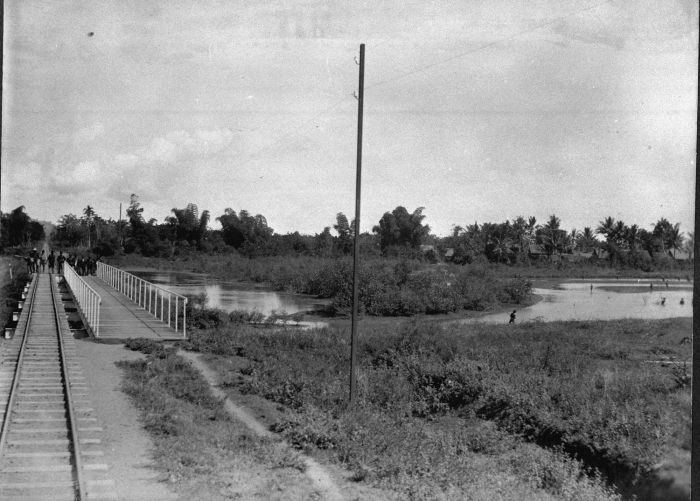
Omgeving Pante Raja, km 126.

#### Foto's omgeving Meureudoe, km 139

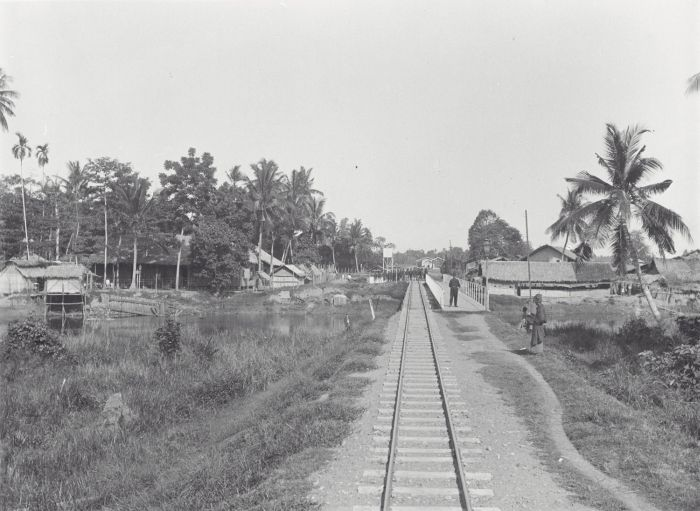
Tramlijn en -brug over een rivier bij bivak Meureudoe, km 139.
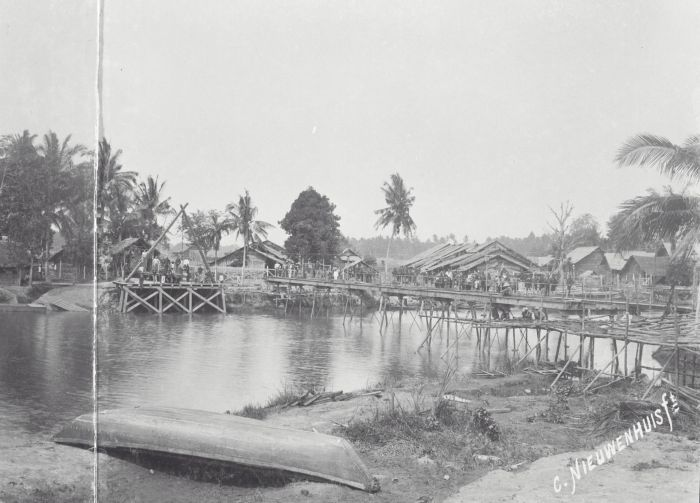
Bivak Meureudoe, km 139.
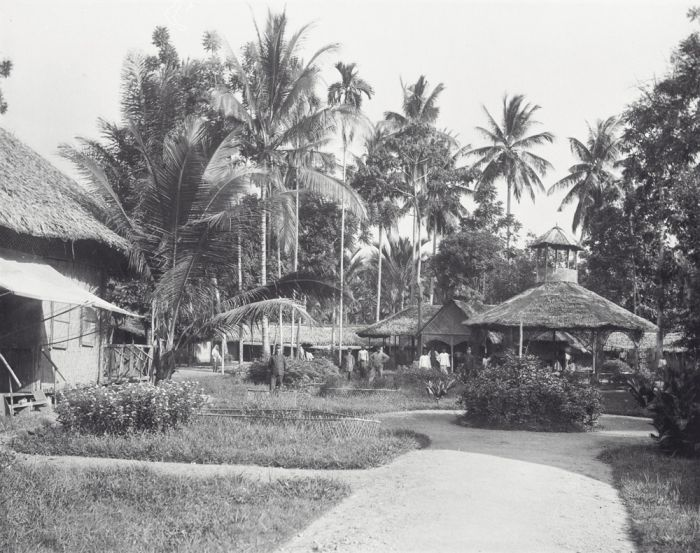
Bivak Meureudoe, km 139.
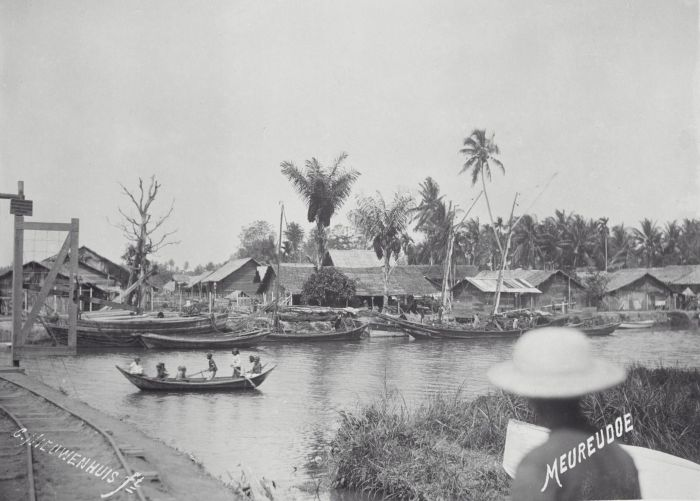
Bivak Meureudoe, km 139.
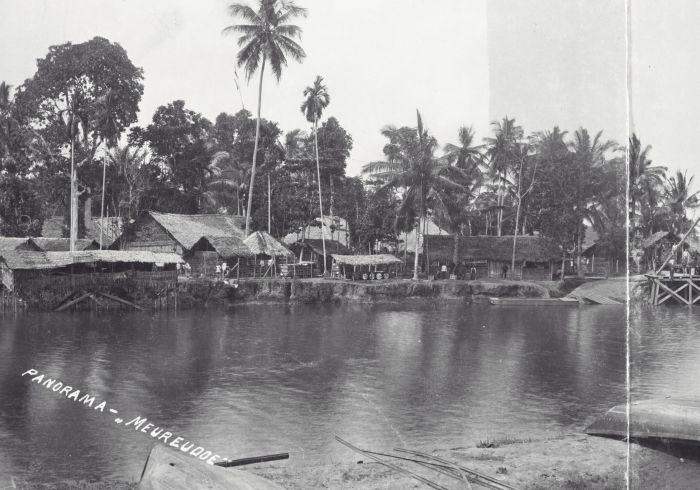
Bivak Meureudoe, km 139.
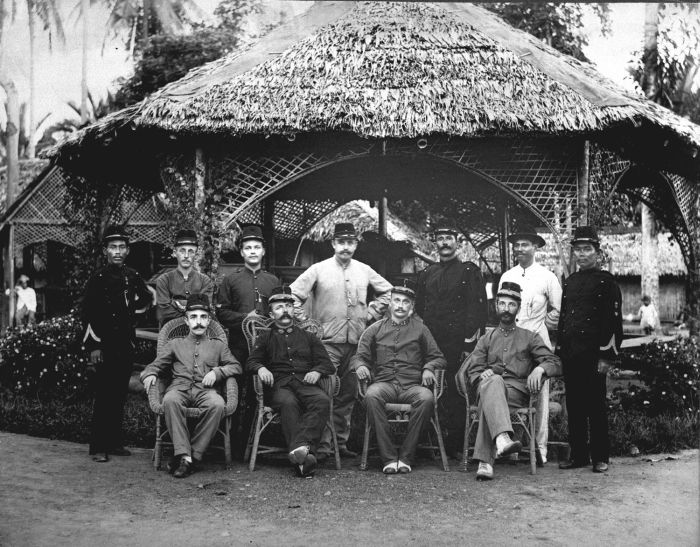
Groepsportret in bivak Meureudoe, km 139.

#### Foto's omgeving Peudada (Samalangan), km 180

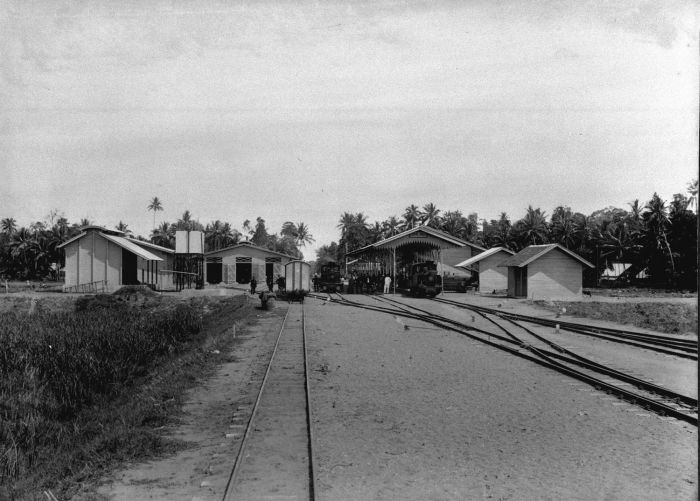
stoomlocomotieven op het spoorwegemplacement van Samalanga, km 154.
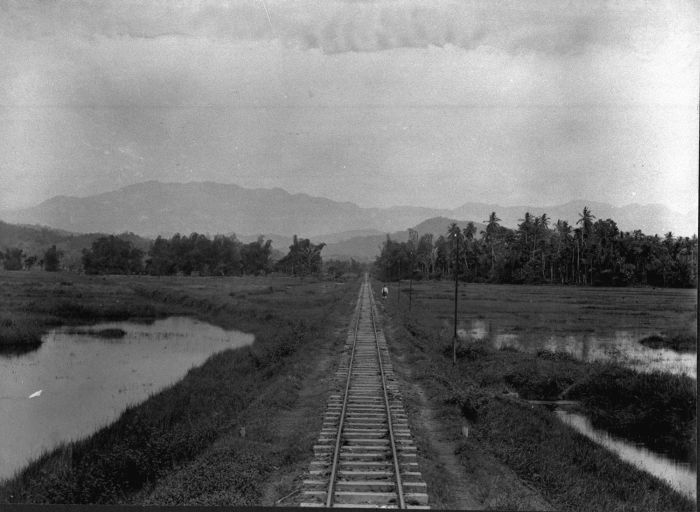
Spoorweg tussen de sawa's bij Peudada.
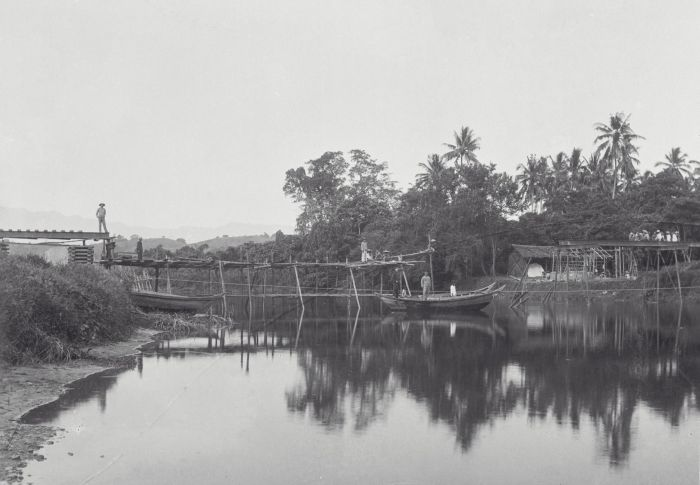
Door een banjir weggeslagen spoorbrug te Peudada.
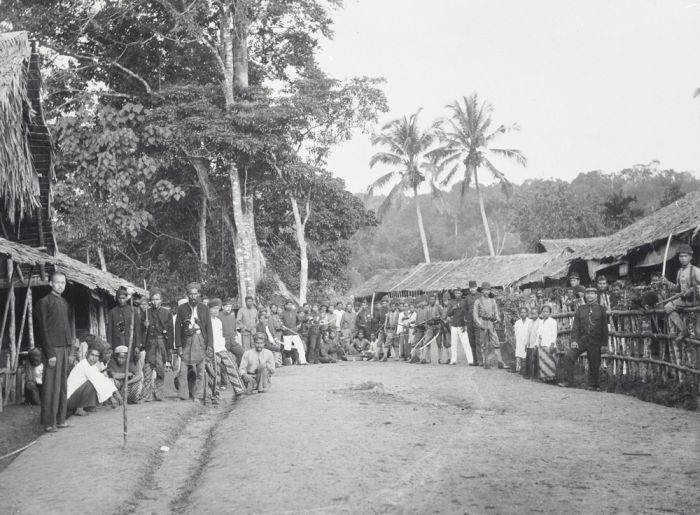
Groepsportret bij bivak in Peudada, km 180.

### Werkzaamheden vanuit Lho Seumaweh richting Segli, 1901-1904
In de landschappen tussen Lho Seumaweh en Peusangan werd het spoorwegbivak te Paloh (km 240) in april 1901 licht beschoten waarvoor een boete werd opgelegd. Op 17 april 1901 werd dit bivak te Paloh (km 240) opgeheven en verplaatst naar Boengkaih (km 227). De aarden baan vanuit Lho Seumaweh (km 251) kwam in april 1901 tot Boengkaih (km 227) gereed. De majoor der Genie JCH Fischer werd overgeplaatst van Segli naar Lho Seumaweh, ook werd de Kapitein der Genie Klerks van Meureudoe naar Lho Seumaweh (km 251) overgeplaatst en de 1e luitenant der Genie van Drimmelen van Teupin Raja naar Lho Seumaweh. Mid 1901 werden alle schroefpalen over de Kroeëng Genkoeëh (km 233) ingedraaid. Het bivak te Kroeëng Genkoeëh (km 233) werd verplaatst naar Maneh (km 220) ten einde als dan zowel van hieruit als van Lho Seumaweh (km 251) met werktreinen verder te kunnen werken. Het bivak te Kroeëng Genkoeëh (km 233) werd in juni 1901 in verband met die werkzaamheden weer naar Paloh (km 240) verplaatst.
Op 8 juni 1901 kwam een patrouille uit het spoorwegbivak Paloh (km 240) in vuurgevecht met een kleine bende onder Panglima Rada van Nisam, dit bivak werd met het oog op de werkzaamheden verplaatst naar Kroeëng Genkoeëh (km 233). In het gedeelte van de afdeling werd in juli 1901 tussen Lho Seumaweh en Peusangan geregeld aan de aanleg van de trambaan doorgewerkt. Aan Teukoe Radja Tji, het gezaghebbende hoofd in het oostelijk deel van Peusangan, werd opgedragen om zich bij de colonne van overste Meijer te vervoegen en zijn invloed aan te wenden om de zaken in Awe Geutah naar eis te helpen regelen, werd die streek mede onder zijn gezag gesteld. Om in het oostelijk deel van Peusangan te kunnen patrouilleren, werd de gampong Panteh Lhong aangewezen als de plaats waar een bivak zou komen voor een inlandse compagnie van het 12e Bat. Infanterie, aangezien van daaruit makkelijk de spoorwerkzaamheden in Peusangan konden worden beveiligd. Het tijdelijke bivak te Lapan werd in augustus 1901 opgeheven en naar Panteh Lhong verplaatst. Op 16 augustus 1901 werd het spoorwegbivak te Maneh (km 220) licht beschoten door een bende die uit de boven streken was gekomen. Daar de lokale bevolking de komst van de bende verzwegen had werden de doorgetrokken gampomgs beboet.
Op 21 augustus 1901 werd het spoorwegbivak bij de Kroeëng Genkoeëh (km 233) opgeheven. Met de vrijgekomen troepen werd tot 29 augustus 1901 gepatrouilleerd rondom het stroomgebied van de Kroeëng Sawang (Maneh, km 220), waarbij tal van nederzettingen van uitgewekenen vernield werden. In november 1901 kwam de trambaan vanuit Lho Seumaweh zo goed als gereed tot Maneh (km 220) met uitzondering van de brug over de Kroeëng Geukoeëh (km 233). In februari 1902 verhuisde de commandant van het 12e Bataljon Infanterie met zijn kleine staf naar Lho Seumaweh, aangezien het hele bataljon voor spoordekking in de onderafdelingen Samalangan (Peudada en Panteh Lhong) en Lho Seumaweh (Lho Seumaweh en Lho Soekon) gelegerd was. In september 1902 was het traject tussen Lho Seumaweh en Panteh Lhong gereed en kon de trambaan gebruikt worden voor de aanvoer van personeel en voedingsmiddelen naar het bivak te Panteh Lhong.
Eind 1902 werd het spoorwegbivak te Maneh opgeheven, dat wegens het vorderen van het werk en het betrekken van een bivak te Matang Gloempang Doea in Peusangan meer nodig was. In november 1902 was de Genie nog bezig met het repareren van de brug over de Kroeëng Maneh (km 220) als gevolg van het beschadigen door de bandjir, iets wat in februari 1903 nog niet gereed was. Over de Kroeëng Maneh (km 220) moesten de treinen komend uit Lho Seumaweh (km 251) halt houden en de lading met Chinese koelies overgeladen worden in andere wagons op de andere oever. Deze overslag zorgde voor een aanzienlijke overlast. Op 20 februari 1903 werd dit stuk officieel in gebruik genomen. Voorlopig mocht de bevolking gratis reizen. Het wegslaan van een drietal ijzeren bruggen ten gevolge van bandjirs bracht de nodige stagnatie in de aanleg, zodat pas in 1904 het nieuwe gedeelte in gebruik kon worden genomen.

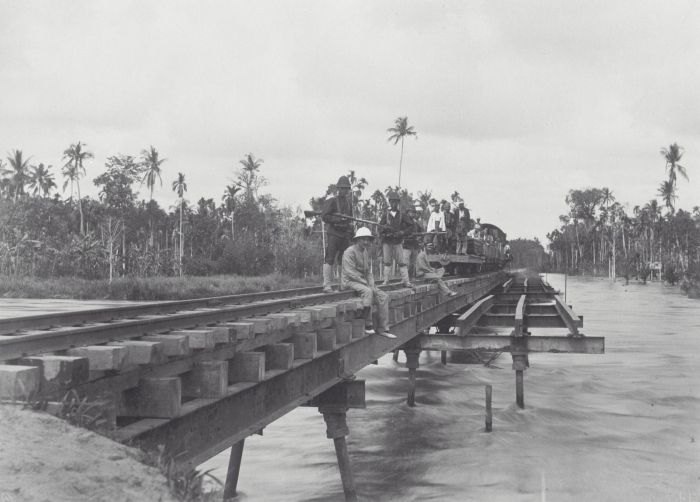
Militairen bij de 1e spoorbrug over de Blang Mé die in 1902 werd weggeslagen.
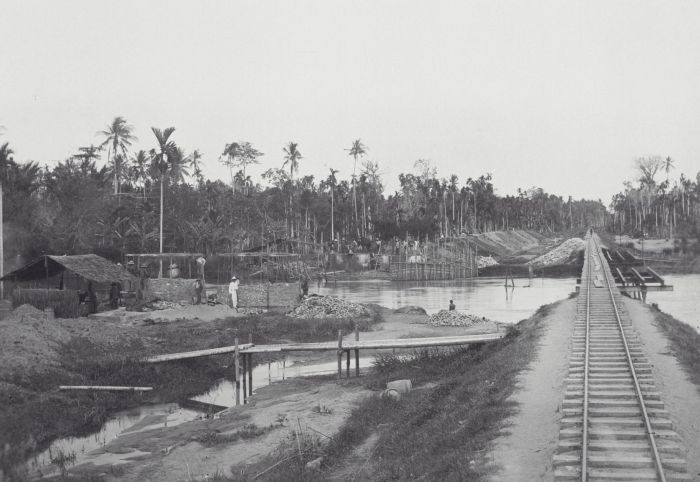
De eerste spoorbrug bij Blang Mé.
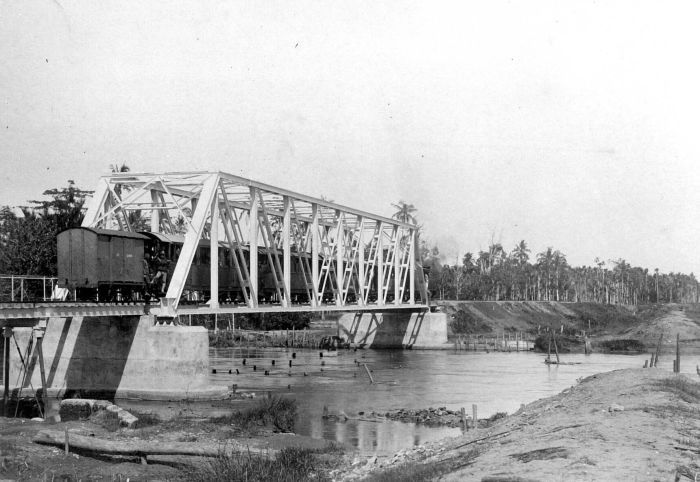
De tweede spoorbrug te Blang Mé die in 1904 gereed kwam. In 1926 werd ook deze brug weggeslagen.
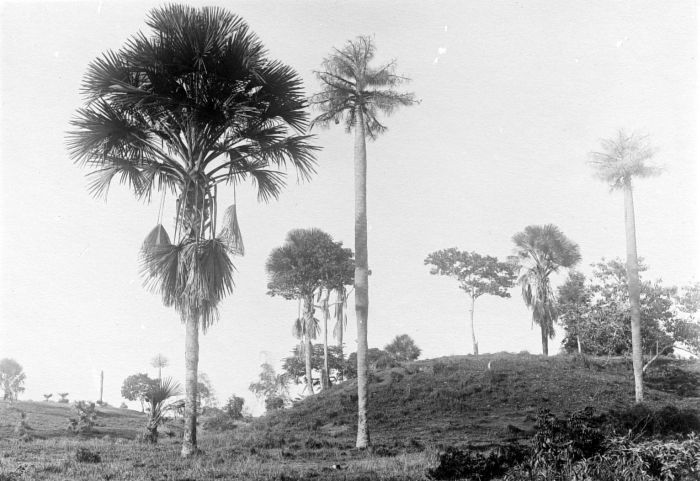
Corypha-palmen (Corypha utan) tussen Lho Seumaweh (km 251) en Bireuen (km 193).
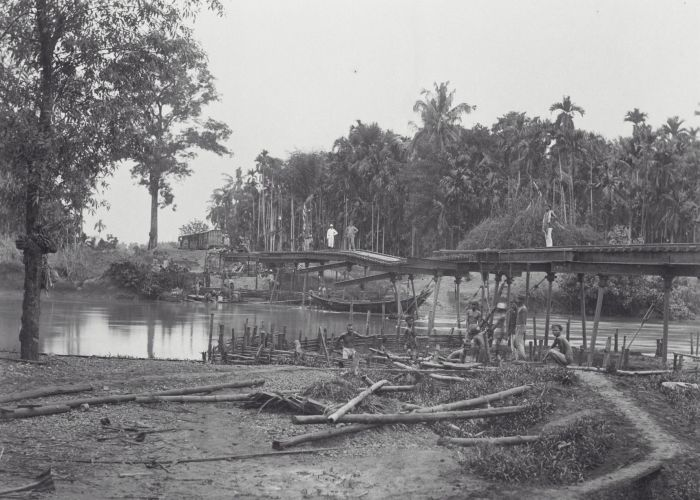
Een door een bandjir vernielde spoorbrug.

## Baanvak Lho Seumaweh (km 251) – Edi (km 349), aangelegd 1901-1904
Ondertussen waren op de begroting voor 1901 gelden toegestaan voor de aanleg van de lijn Lho Seumaweh (km 251) – Edi (km 349) met een lengte van ca. 100 km door de Pasé streek, nadat een voorstel tot de aanleg en exploitatie van een lijn van de Aroebaai naar Lho Seumaweh door de regering was afgewezen. Vanaf dat jaar werd de aanleg van de tramlijn langzaam maar gestaag voortgezet. Eind maart 1901 werd onder dekking van een gedeelte van de 1e Cie 12e Bataljon Infanterie door de majoor der Genie J.C.H. Fischer een opname verricht ten behoeve van de aan te leggen trambaan tussen Lho Seumaweh en Edi. Op dit detachement werden alleen uit Boedjo Blang Bido en nabij Lho Soekon (km 284) enkele schoten gelost. Een patrouille van Lho Seumaweh die het detachement tot aan Lho Soekon (km 285) had vergezeld om eventuele gewonden en zieken mee terug te nemen keerde over Aloeë Geudjroeën en de grote weg naar Lho Seumaweh terug. De grote spoorbrug over de lagune tussen Lho Seumaweh en Tjoenda kwam in juni 1901 grotendeels gereed. Op 21 september 1901 werd te Poenteuët (km 261) een bivak betrokken tot dekking van de detailspoorwegopname naar Geudoeng (km 266) en van de wegwerkers. De wegen van Poenteuët (km 261) naar Madjiroen en via Bajoe (km 264) naar Keudé Geudoeng (km 266) en Koeta Baté werden door de bevolking schoongemaakt en waar nodig opgehoogd en verbreed. Zo nodig werden ook de bruggen in deze wegen door ijzeren vervangen. Begin oktober 1901 werd tijdelijk het spoorbivak te Poenteuët (km 261) verlegd naar Keudé Geudoeng (km 266), zie onderstaande afbeelding van het spoorbivak). Met oog op de gevorderde opnamewerkzaamheden voor de trambaan tussen Lho Seumaweh – Edi werd het bivak te Geudoeng (km 266) op 23 november 1901 verplaatst naar Lho Soekon (km 285). In verband met die verplaatsing werd ook het bivak te Blang Beuma opgeheven en overgebracht naar Matang Koeli (km 279) in de Pasé streek. De vivresopvoer naar deze bivaks werd vanaf dat moment via de zee door de Marine opgepakt. Met de aanleg van de aarden baan werd in maart 1902 een aanvang gemaakt. Op 1 april 1904 kon het traject worden geopend. Op de grens van de onderafdeling Edi lag aan de Kroeëng Djamboe Aje het bivak te Panton Laboe (km 307). In 1906 was het bivak bemand door vijf groepen van het 1e Garnizoens-bataljon van Atjeh. Later werd dit bivak door het Korps Marechaussee over genomen. Tevens waren in 1906 zes groepen van het 1e garnisoens bataljon gelegerd in het bivak te Lho Soekon (km 285).

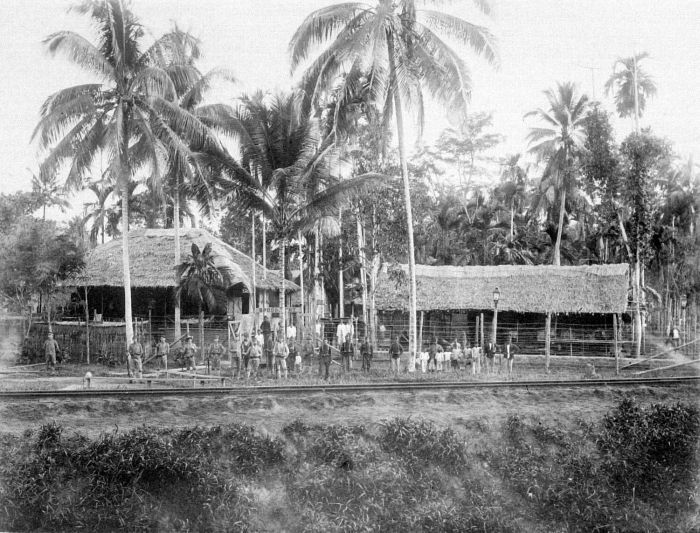
Spoorbivak Gendoeng, km 266.
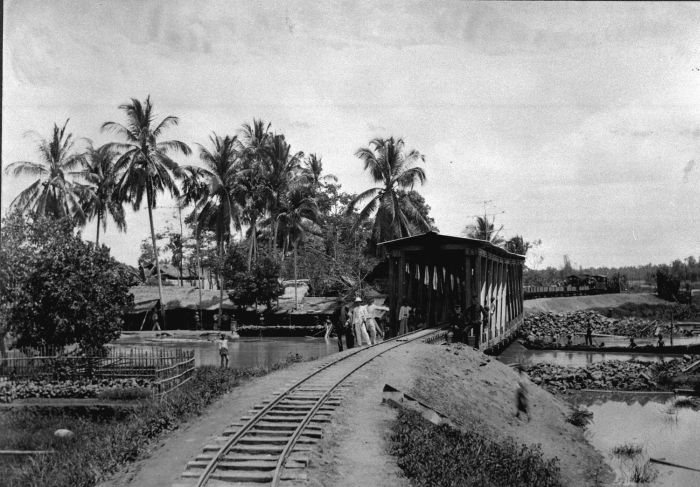
Spoorbrug over de rivier bij bivak Gendoeng, km 266.
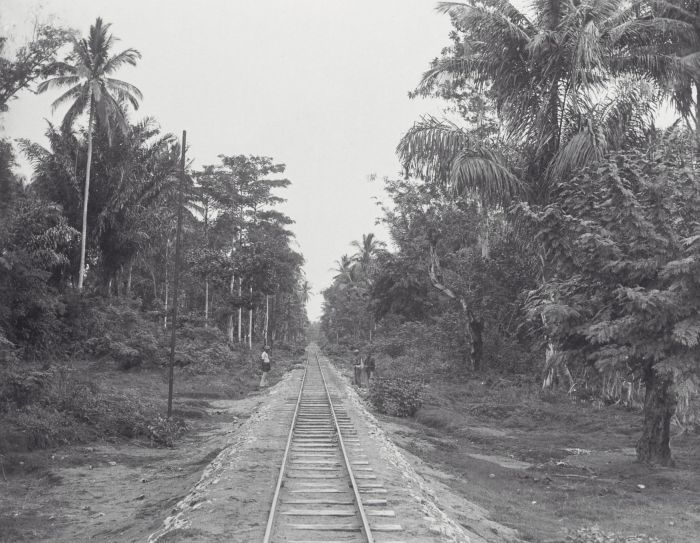
De Atjeh-tramlijn Pasé-streek.
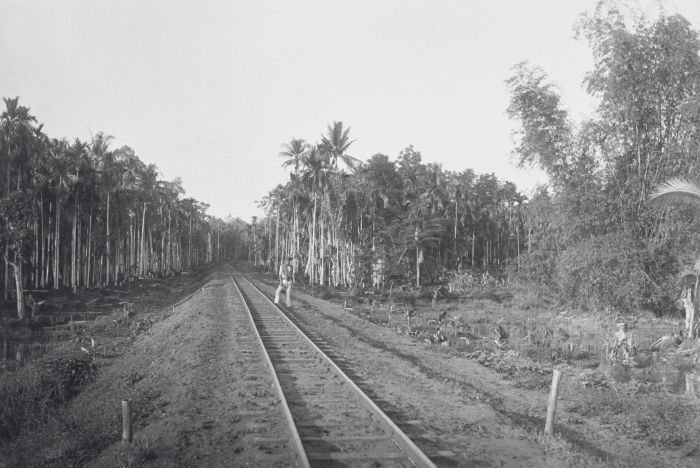
De Atjeh-tramlijn Pasé-streek.
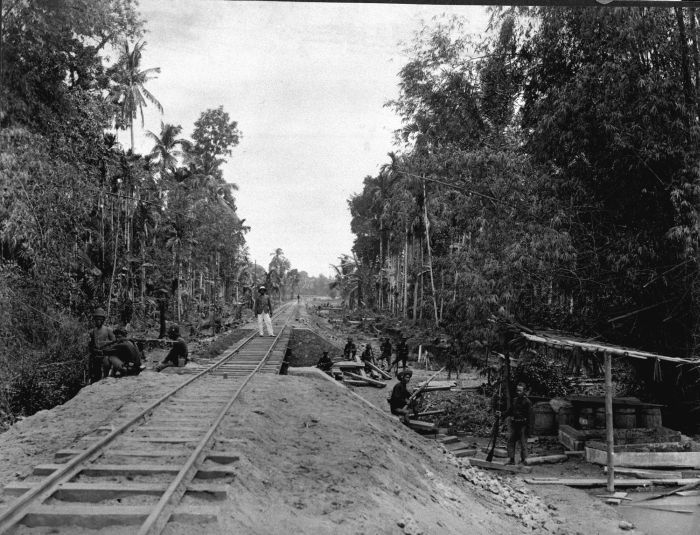
Aloe Boedjo nabij station Matang Koeli, km 279.

## Baanvak Edi (km 349) – Langsa (km 413), aangelegd 1904-1907
Tot aan Edi (km 349) was permanente militaire begeleiding noodzakelijk, vanaf Edi (km 349) werd volstaan met burgeropzichters.

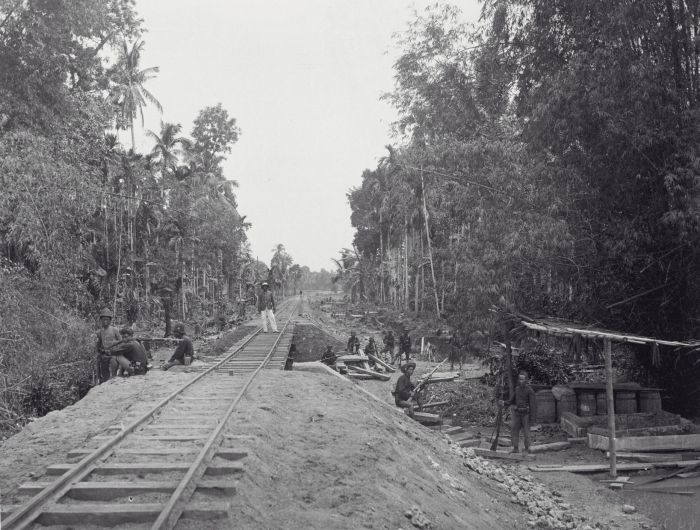
Atjeh-tramlijn bij Idi.
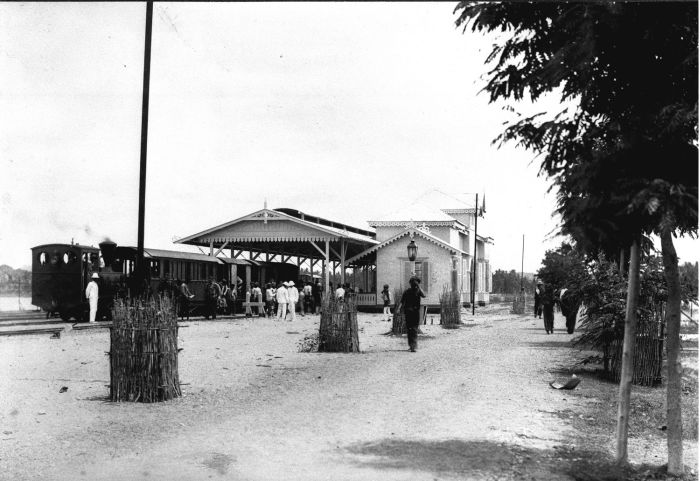
Een spoorwegstation op Atheh.

## Zijlijntje Beureunoem (km 106) – Lam Meulo, aangelegd 1906

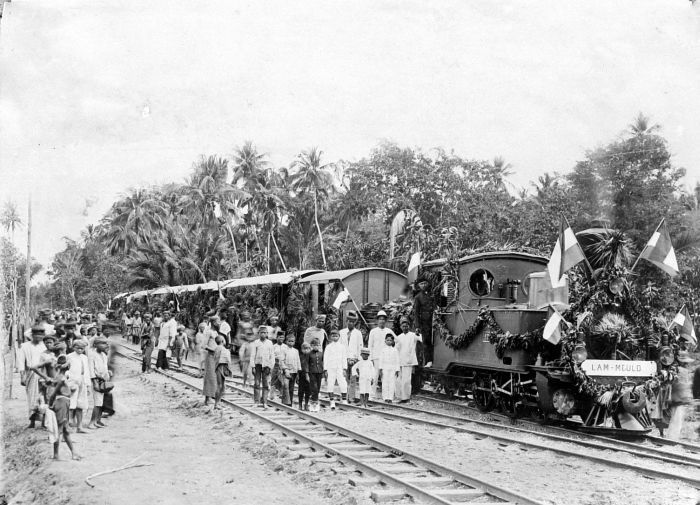
Feestelijke opening van het 6 km lange zijlijntje tussen Beureunoen (km 106) en Lam Meulo op 15 juni 1906.

In Beureunoem (km 106) was in 1906 een bivak dat bemand werd door de troepenmacht uit Sigli, of wel het 14e bataljon infanterie en de 3e divisie van het Korps Marechaussee. Vanaf het plaatsje Djaman langs de trambaan liep een weg naar het bivak te Lam Meulo op ca. 11 uur loopafstand. De huidige naam van Lam Meulo is Kota Bakti. In 1906 lag te Lam Meulo een compagnie van het 14e bataljon infanterie in bivak, later zou het Korps Marechaussee deze post overnemen. Bij Lam Meulo begon het voetpad door de Tangsévallei naar het Marechaussee bivak te Tangsé. Te Tangsé lagen 3 brigades van de 3e divisie Korps Marechaussee in bivak. Het was een zware voettocht van ca. 12 uur om daar te komen. Voor het bevoorraden van de posten te Lam Meulo en Tangsé werd besloten om een zijlijntje van ca. 6 km lang aan te leggen tussen het bivak te Beureunoem (km 106) en het bivak te Lam Meulo. Op 15 juni 1906 werd het zijlijntje officieel geopend. In de Deli Courant van 5 februari 1913 staat echter dat het lijntje begin 1913 werd geopend.

## Bergtraject Seulimeum – Keude Breueh, aangelegd 1903-1908

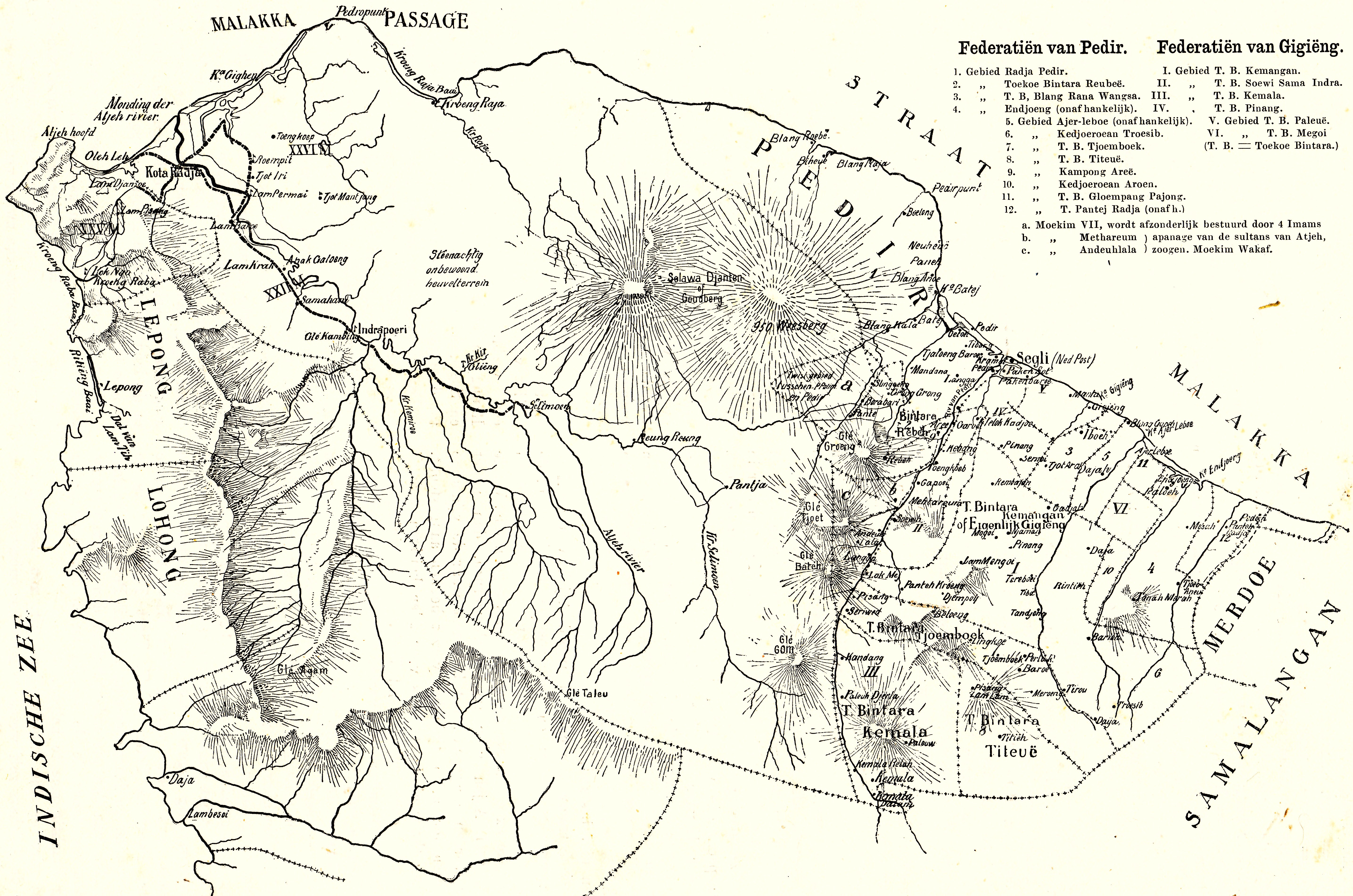
Kaart met de vallei van Atjehrivier en Pidierivier.

Reeds in 1898 had van Heutsz het plan opgevat om de Atjeh Tram door te trekken van Seulimeum (Groot-Atjeh) over de waterscheiding tussen de vallei van de Atjehrivier en die van de Pidierivier. Hoe belangrijk deze verbinding uit strategische overwegingen ook zou zijn, van de aanleg werd toen afgezien als gevolg van de enorme kosten. Het landschap was erg ruw waardoor kostbare bruggen gebouwd dienden te worden. In november 1903 werd daadwerkelijk begonnen aan de bouw van de 30 km lange berglijn, waarvan de kosten waren geraamd op 2,6 miljoen gulden plus een half miljoen voor het extra materieel. Voor die tijd een enorm bedrag. Bij de aanleg van de berglijn door de dorre en ongezonde streek werden veel moeilijkheden ondervonden bij het aanvoeren van materiaal voor de aanleg van de talrijke bruggen. Er moest in dit baanvak voor 1.555 meter aan bruggen en viaducten worden gebouwd. Uiteindelijk kon op 1 april 1908 de eerste officiële doorgaande trein tussen Kota Radja en Segli rijden.
Nadat de verbinding tot stand was gekomen werd besloten om de werkplaatsen te Kota Radja op te heffen en die te Segli uit te breiden. In Segli werd de werkplaats voor locomotieven, rijtuigen en wagens, de gieterij en de draaierij belangrijk uitgebreid. Bovendien werden te Segli magazijnen ingericht.

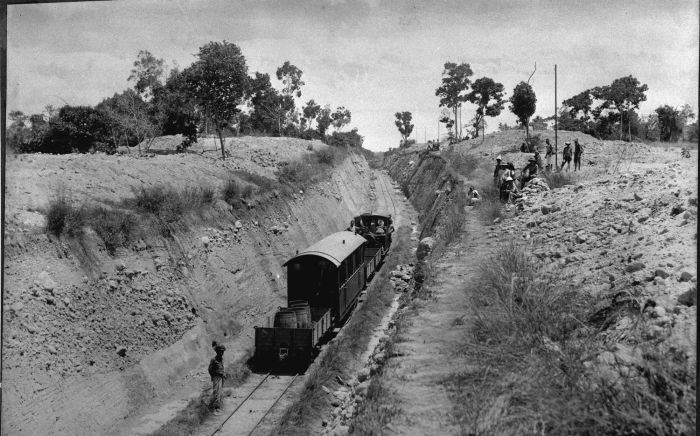
Trein op een door een heuvel gegraven stuk spoorweg bij Batoe Gloengoer.

## Baanvak Langsa (km 413) – Koeala Simpang (km 445), aangelegd 1910-1913
In 1910 werden de gelden voor de aanleg van de lijn Langsa (km 413) – Koeala Simpang (km 445) beschikbaar gesteld, welk baanvak op 2 september 1912 voor het publiek werd opengesteld. De brug over de Kroeëng Tamiang bij Koeala Simpang (km 445) kwam op 31 december 1913 gereed en was met een totale lengte van 228 meter de langste brug van Atjeh.

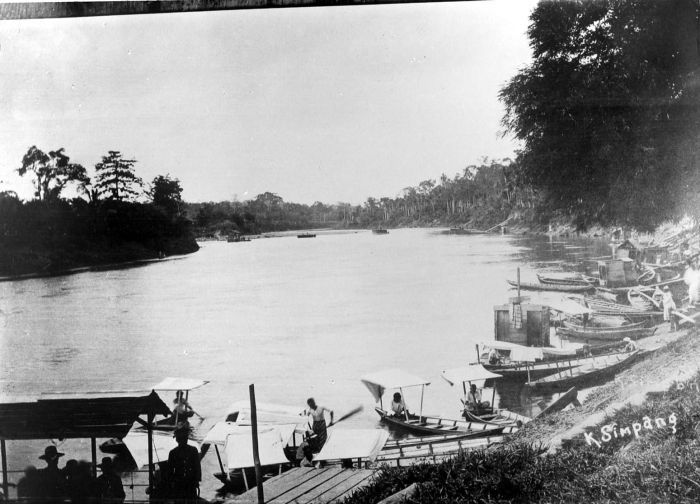
Spoorbrug in aanbouw over de rivier Tamiang.
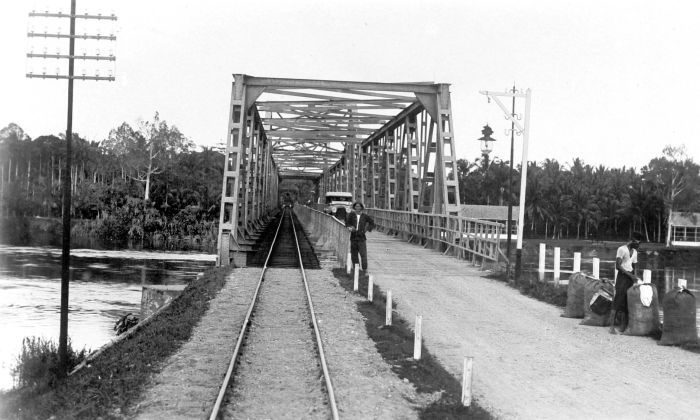
Spoorbrug over de rivier Tamiang, km 445.

## Baanvak Kwala Simpang (km 445) – Pangkalan Soesoe (km 495), aangelegd 1915-1917
In Langkat ("Oostkust van Sumatra") waren rond de eeuwwisseling veel ondernemingen ontstaan die zich voornamelijk bezighielden met rubber. Zowel de "Atjeh Tram (AT)" als de "Deli Spoorweg Maatschappij (DSM)" wilden hun lijn graag doortrekken naar Langkat (Residentie Oostkust van Sumatra). Een aansluiting op het Deli Spoor, dat de treinen tot Pangkalan Brandan kon laten doorrijden, was reeds onder van Heutsz ter sprake gebracht. Het Indische Gouvernement zag echter de mogelijkheid om een deel van de Atjeh Tram in te zetten voor niet-militaire doeleinden en koos er uiteindelijk voor om de Atjeh Tram door te trekken. Van de verdere verbinding met Pangkalan Brandan volgde in 1914 de opening van het baanvak Koeala Simpang naar Soengei Lipoet, terwijl op 1 februari 1916 de aanleg tot Besitang, op de grens van Atjeh en de Residentie Oostkust van Sumatra, tot stand kwam, gevolgd door, in 1917, een zijlijn met drierailig spoor (twee spoorwijdtes) van Besitang naar Pangkalan Soesoe aan de Aroebaai, aangezien het Deli Spoor een grotere spoorwijdte had dan de Atjeh Tram.

## Atjeh Staats Spoorwegen (ASS), 1916-1942
Sinds 1874 werd de Atjeh Tram aangelegd en beheerd, met een onderbreking van enkele jaren, door de Genie. Vanaf 1916 werd de situatie in Atjeh stabiel genoeg bevonden zodat de Atjeh Tram weer kon worden overgedragen van de Genie naar een civiele autoriteit. In 1916 is de naam toen ook veranderd in Atjeh Staats Spoorwegen (ASS of Asal Sampai Sadja). Bij haar voltooiing in 1917 had de tramlijn van de ASS een lengte van 511 km. De totale kosten van de aanleg bedroegen ca. 20 miljoen gulden, het was een waar kunstwerk van techniek geworden. De tramlijn bereikte vlak voor de Tweede Wereldoorlog haar hoogtepunt, toen ca. 9.000 mensen dagelijks gebruik van de lijn maakten.
De exploitatie bleek nooit echt rendabel en uiteindelijk raakte de tramlijn in de jaren 70-80 van de 20e eeuw in verval door de bloedige afscheidingsoorlog waardoor de provincie in een isolement terechtkwam. Tot deze tijd bleven oude stoomlocomotieven in gebruik langs de prachtige route. In Atjeh kan men tegenwoordig langs de oude route nog steeds de stille getuigen vinden van de trambaan, zoals vervallen stationsgebouwen en slecht onderhouden bruggen. In het bijzondere boek Stations en Spoorbruggen op Sumatra van Michiel van Ballegoijen de Jong staan veel afbeeldingen van de restanten van de Atjeh Tram in 1995.

## Sabotage van de trambaan, vanaf 1897
Het opblazen van bruggen en het opbreken van rails, door zelfstandige kleine of grote groepen opstandelingen, was een veel voorkomende bezigheid. Dit gebeurde vooral 's nachts. Eind 1902 werd in het traject Keudé Djaman – Teupén Raja (km 115) de trambaan tot een lengte van ruim 2 kilometer opgebroken, terwijl ook het bovendek van enkele bruggen verbrand werd. Om dergelijke vernielingen tegen te gaan werd de Atjehse bevolking verantwoordelijk gesteld voor de baanbeveiliging. 's Nachts werden om de 200 meter wachtposten opgesteld en de trambaan was verder verboden terrein. Wachthoudenden werden soms door verzetsgroepen aangevallen en gedood. Om dit tegen te gaan werd besloten om een detachement wielrijders uit Java over te laten komen om over de trambaan te patrouilleren en de wachtposten te controleren. Naast gewone rijwielen brachten zij vier speciale trambaanrijwielen mee. Van deze voertuigjes voor meerdere personen waren de wielen voorzien van een laagje rubber zodat ze geruisloos voortbewogen. Verder werd elke morgen eerst met een gepantserde wagon over het baanvak gereden om dat te controleren. Als er sabotage was gepleegd werden er represaillemaatregelen genomen tegen (meestal onschuldige) kampongs in de buurt. De sabotage aan het spoor nam in de loop der tijd af, maar de lijn bleef onveilig. Draden over de baan spannen, beschietingen van wagons en het doorknippen van telefoonlijnen bleef voorkomen.
1. ↑  https://dephub.go.id/post/read/menhub-cek-perkembangan-pembangunan-jalur-kereta-api-di-aceh.
2. ↑  https://www.kompas.id/baca/nusantara/2023/06/19/kereta-api-di-aceh-disambut-antusias.